# Хаити на Светском првенству у атлетици на отвореном 2023.
Хаити је учествовао  на 19. Светском првенству у атлетици на отвореном 2023. одржаном у Будимпешти од 19. до 27. августа осамнаести пут. Репрезентацију Хаитија представљао је 1 такмичар који се такмичио у трци 100 метара препоне.,
На овом првенству такмичар Хаитија нису освојили ниједну медаљу али је оборио лични рекорд.

## Учесници
Мушкарци: 
- Yves Cherubin — 100 м препоне

## Резултати

### Мушкарци
| Атлетичарка   | Дисциплина    | Лични рекорд | Квалификације      | Квалификације | Полуфинале | Полуфинале | Финале               | Финале       | Детаљи |
| Атлетичарка   | Дисциплина    | Лични рекорд | Резултат           | Место         | Резултат   | Место      | Резултат             | Место        | Детаљи |
| ------------- | ------------- | ------------ | ------------------ | ------------- | ---------- | ---------- | -------------------- | ------------ | ------ |
| Yves Cherubin | 100 м препоне | 13,60        | 13,56(.559) кв, ЛР | 6. у гр. 4    | 13,66      | 7. у гр. 2 | Није се квалификовао | 21 / 43 (45) |        |